# جامينا روبرتس
جامينا روبرتس (بالسويدية: Jamina Roberts) مواليد 28 مايو 1990 في غوتنبرغ، هي لاعبة كرة يد سويدية تلعب كظهير أيسر. مثلت منتخب السويد لكرة اليد للسيدات. شاركت في دورة الألعاب الأولمبية الصيفية سنة 2012. حققت المركز الثاني في بطولة أوروبا لكرة اليد للسيدات 2010.

## سجل المنافسة
شاركت في البطولات التالية:
- الألعاب الأولمبية الصيفية 2012
- الألعاب الأولمبية الصيفية 2016
- بطولة العالم لكرة اليد للسيدات 2011
- بطولة العالم لكرة اليد للسيدات 2015
- بطولة أوروبا لكرة اليد للسيدات 2010
- بطولة أوروبا لكرة اليد للسيدات 2012
- بطولة أوروبا لكرة اليد للسيدات 2014
- بطولة أوروبا لكرة اليد للسيدات 2016

## الميداليات
| الميدالية | المسابقة                            |
| --------- | ----------------------------------- |
| فضية      | بطولة أوروبا لكرة اليد للسيدات 2010 |
| برونزية   | بطولة أوروبا لكرة اليد للسيدات 2014 |

## روابط خارجية
- جامينا روبرتس على موقع الاتحاد الأوروبي لكرة اليد (الإنجليزية)
- جامينا روبرتس على موقع اللجنة الأولمبية الدولية (الإنجليزية)
- جامينا روبرتس على موقع أوليمبيديا (الإنجليزية)
- جامينا روبرتس على موقع اللجنة الأولمبية السويدية (السويدية)